# Keramos

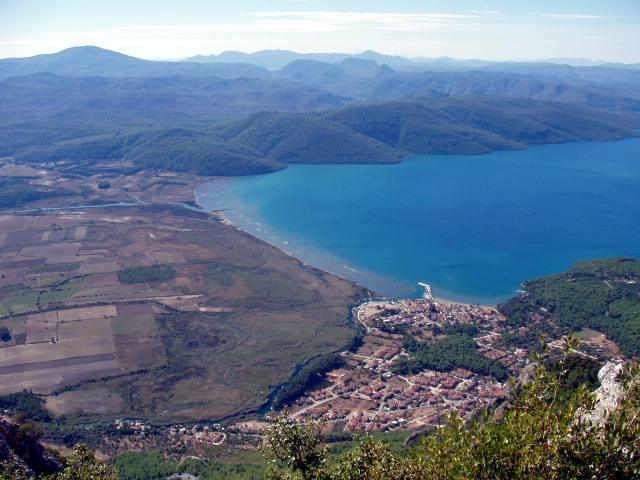
Keramický záliv

Keramos nebo Ceramus (starořecky Κέραμος) bylo město ve starověké Kárii na severním pobřeží Keramického zálivu, pojmenovaného po tomto městě. Nacházelo se v jihozápadní Malé Asii. Jeho ruiny leží v místě dnešní vesnice Ören, v provincii Muğla, Turecko.

## Historie
Existovalo od 6. století před Kristem asi do roku 300 po Kristu. Dnes je ve vnitrozemí možno vidět ruiny akropole, hradu, lázeňského domu a několika chrámů a hrobek.

Mapa některých řeckých měst v Kárii a některých Dodekanských ostrovů, na níž je vidět poloha města Ceramo na pobřeží Keramického zálivu

Bylo zpočátku podrobené městu Stratonikeia, poté autonomní, členem Athénského námořního spolku a jedním z hlavních měst Chrysaoreiského svazu (Chrysaorian League – sjednocení karijských měst ve starověké Anatolii) (Bulletin de corresp. Hellén., IX, 468). Ve starověku mělo pravděpodobně chrám Dia Chrysaorea. V římských dobách razilo vlastní peníze. Polites z Keramu byl roku 69 vítězem Antických olympijských her v běhu na jedno stadium.

## Církevní historie
Keramos je v Notitiae Episcopatuum zmiňován až do 12. nebo 13. století jako biskupská diecéze Afrodisias nebo Stauropolis. Jsou známí tři biskupové: Spudasius, který se v roce 431 zúčastnil prvního koncilu v Efezu; Maurianus, který se v roce 787 zúčastnil koncilu ve městě Nicaea; a Symeon, jenž se zúčastnil koncilu v Konstantinopoli, který v roce 879 rehabilitoval Photia.
Ceramus je zařazen do seznamu titulárních diecézí katolické církve.

## Galerie

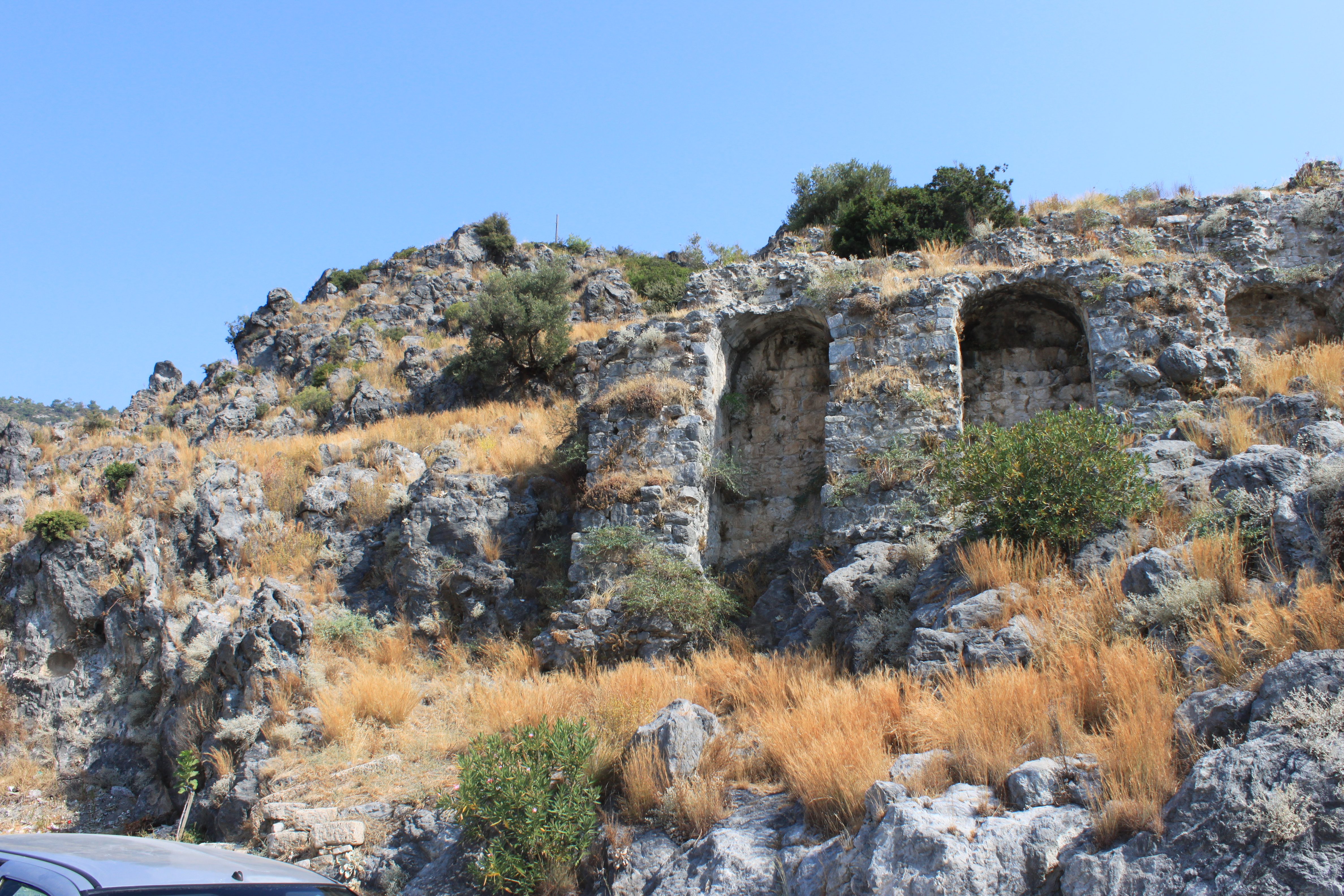
Římské ruiny z 1. až 2. století našeho letopočtu.
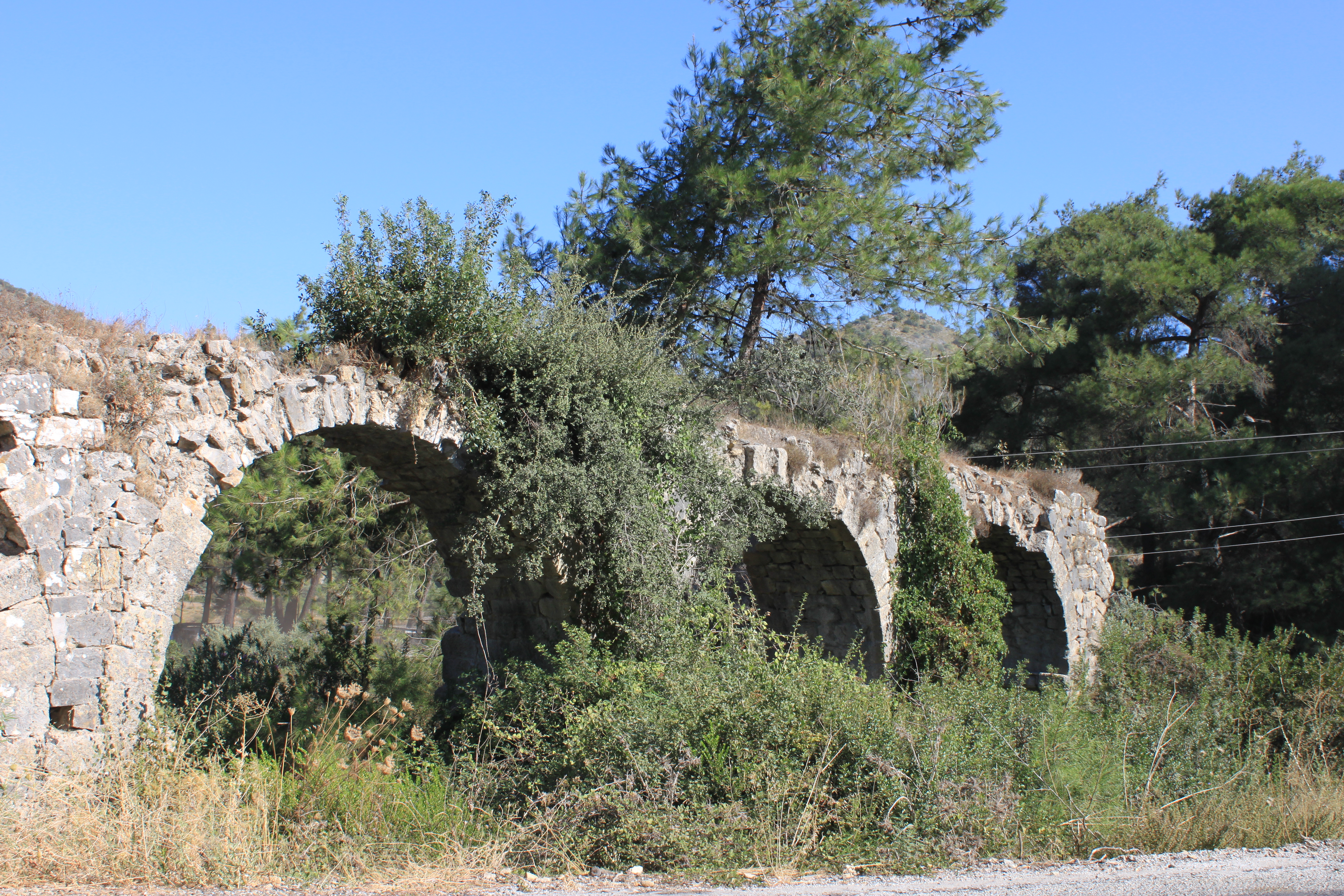
Římský most východně od Keramos, cca 1. až 2. století našeho letopočtu.
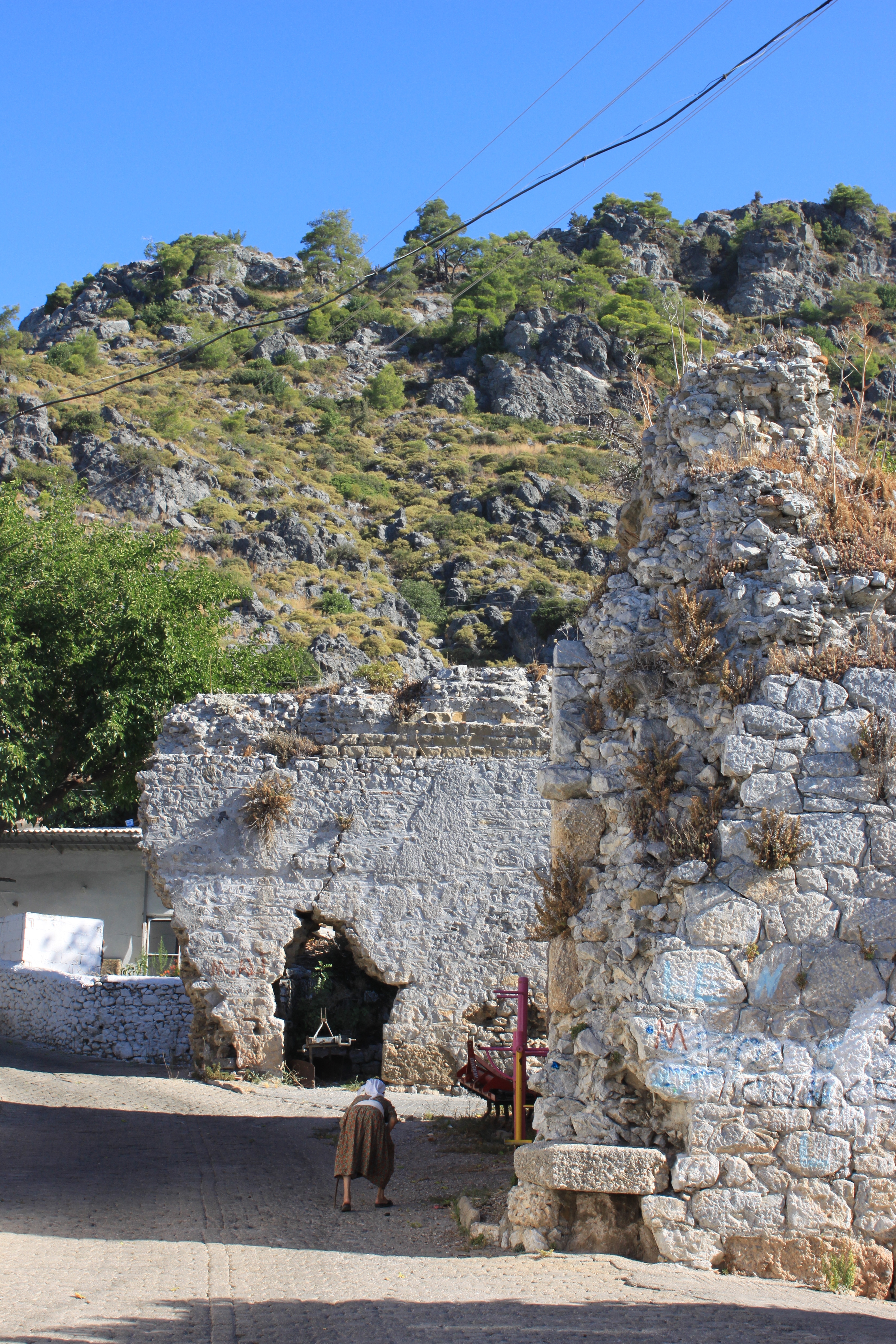
Keramos, řecké opevnění z předkřesťanských dob uprostřed vesnice Ören.
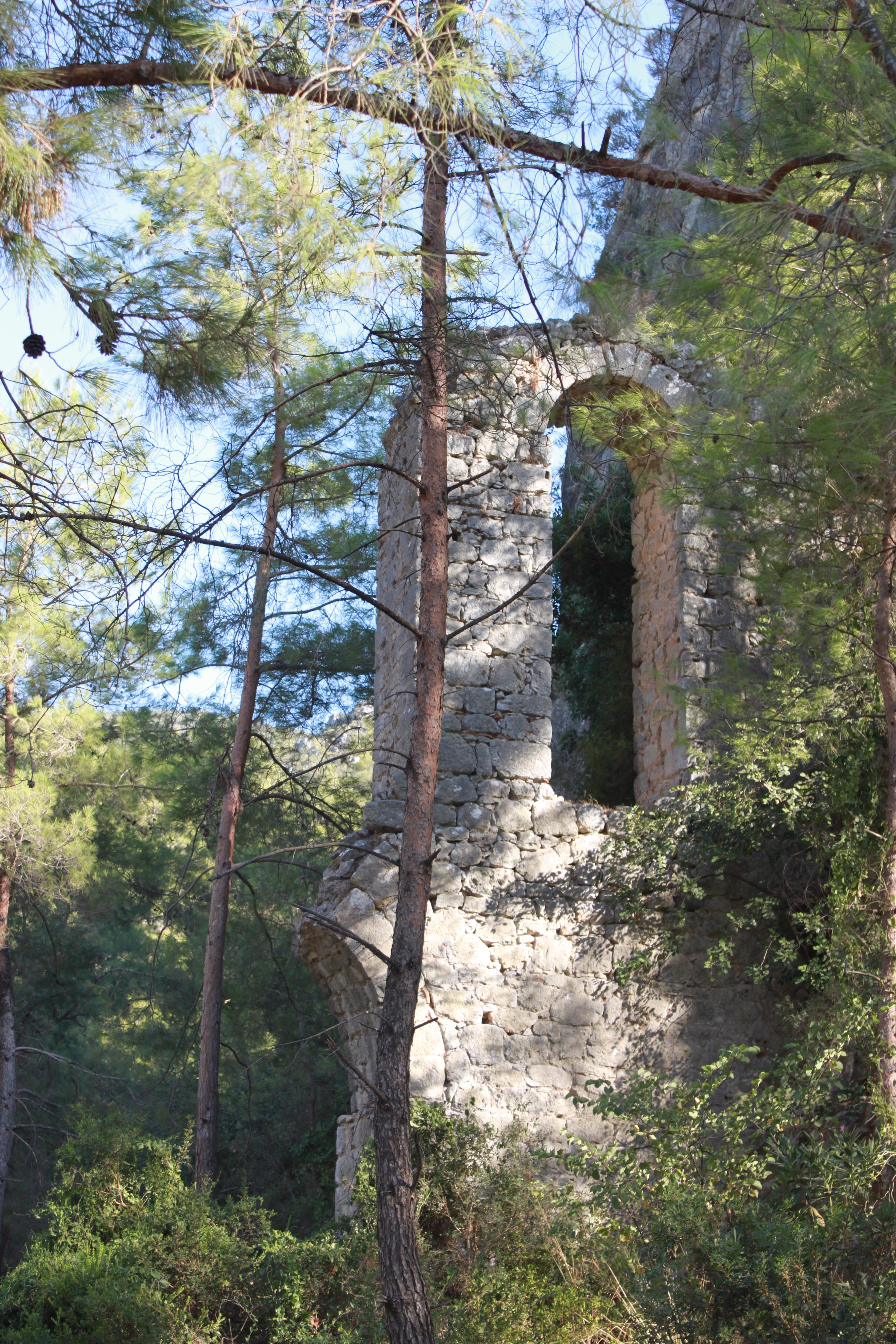
Římský viadukt v Keramos; cca 1. až 2. století našeho letopočtu.
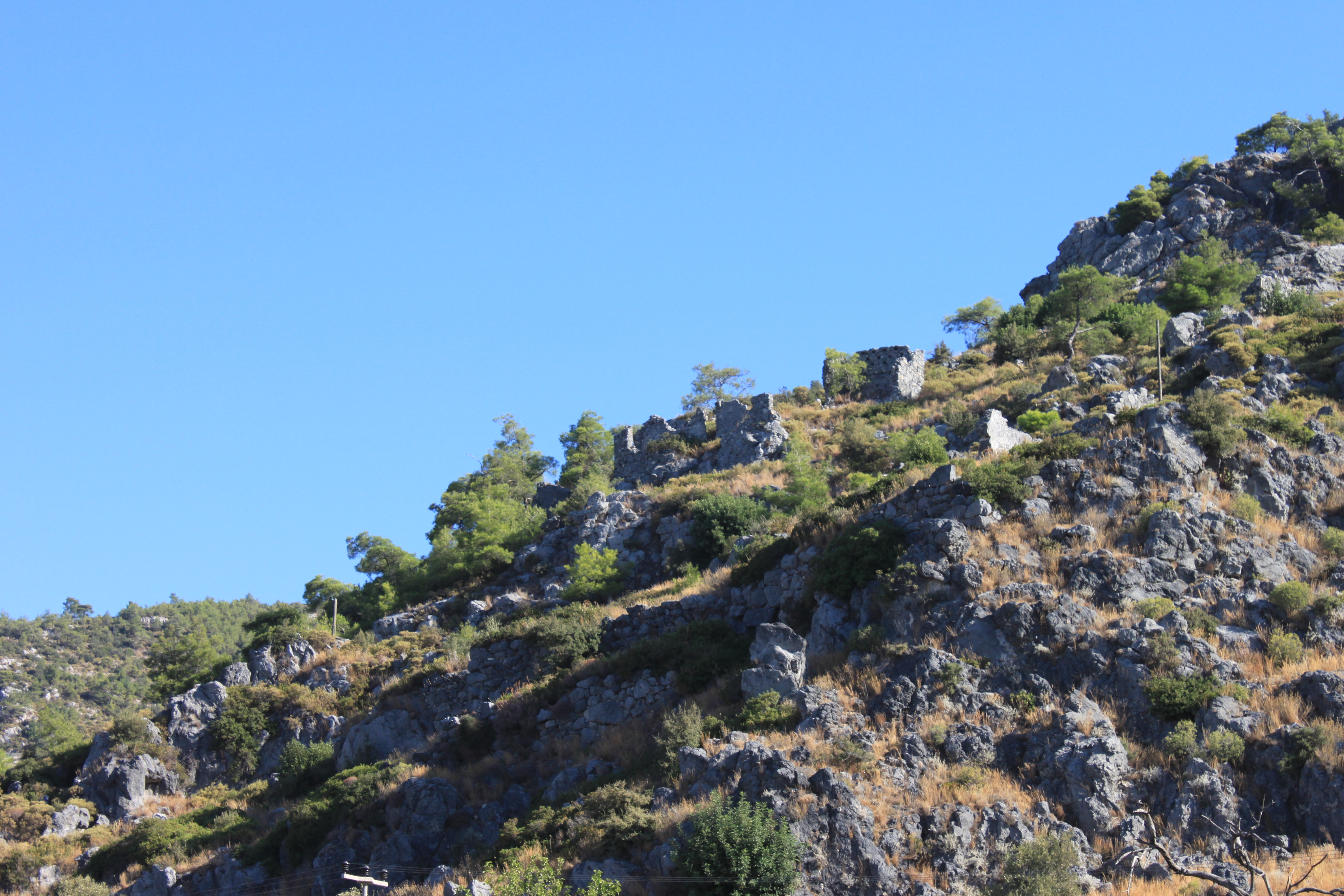
Římské ruiny na severu Keramos, cca 2. století našeho letopočtu.